# Кароль Естрейхер (старший)

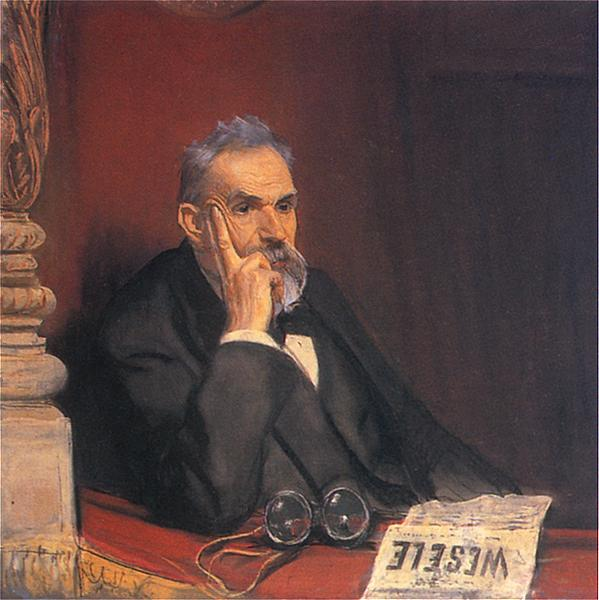
Кароль Естрейхер у 1905 р., музей Яґеллонського університету в Кракові (картина роботи Вичулковського Л. Я.)

Кароль Юзеф Теофіль Естрейхер пол. Karol Józef Teofil Estreicher, або Кароль Естрейхер старший, псевдонім Крупський пол. Krupski J., Jan Krupski; 22 листопада 1827, Краків — 30 вересня 1908, Краків) — історик польської літератури та театру, літературний критик, бібліограф, директор бібліотеки Яґеллонського університету, доктор філософських наук, лицар Австрійської імперії, надвірний радник Російської імперії, названий «батьком польської бібліографії», першим увів у бібліографію поняття «пароль» — як вираження планувальника опису за абеткою, винахідник сучасної систематизації обліку в бібліографії відомої як картотека, публікував свої праці під псевдонімом Крупський.

## Біографія
Народився 22 листопада 1827 року у Кракові) (Царство Польське). Його родина відома в польській науці й культурі. Його батько Алоізій Рафаель Естрейхер пол. Alojzy Rafał Estreicher, професор ботаніки й директор ботанічного саду Яґеллонського університету (його мати — Антоніна Розберська). Домінік Естрейхер — його дід був художником, який приїхав у Краків з Австрії й був учителем малювання, викладачем Яґеллонського університету, він був також ентомологом. Наукові традиції продовжували сини Карла Йосипа — Станіслав (професор історії права в Яґеллонському університеті) і Тадеуш (професор неорганічної хімії в Яґеллонському університеті й Університеті Фрібуру Швейцарії); онук, а також Кароль, викладав історію мистецтв у Яґеллонському університеті, онука письменниця Христина Гжибовська (дружина професора права Костянтина Гжибовського) є автором книг в основному для молоді. Шурином Кароля Йосипа був економіст Джуліан Дунаєвський з Кракова.
- До 1843 р. — вчився в середній школі в Кракові.
- У 1843-1845 рр. — вивчав філологію в Яґеллонському університеті.
- У 1845-1848 рр. — вивчав юридичні науки в Яґеллонському університеті.
- У 1848-1855 рр. — після закінчення навчання працював у судовій системі Галичини (Україна), був стажистом (магістр права) у суді по цивільних і кримінальних справах у м. Кракові.
- У 1855-1862 рр. — був ад'юнктом у суді м. Львова, нотаріусом у суді в м. Войнич (в 1862 г.).
- З 1861 р. — дійсний член Наукового товариства у Кракові.
- У 1862 р. — переїхав до Варшави, де призначений був заступником директора бібліотеки Центральної школи у Варшаві, де продовжив своє навчання.
- У 1867 р. — захистився для одержання вченого ступеня доктора наук. Його наукова праця — пол. Guenter Zainer i Świętopełk Fiol.
- У 1865–1868 рр. — він керував кафедрою бібліографії в Центральній школі м. Варшави. Після повернення в Краків в 1868 г. став директором бібліотеки Яґеллонського університету, займав цю посаду до 1905 р.. Був одним зі співголів Академії знань і її дійсним членом з 1872 г., для Академії знаходив фінансові кошти (фонд Верещинського, стипендія Шклярського), забезпечував товарами м. Щавницю.
- У 1872-1878 рр. — був секретарем Відділу I у цієї Польської Академії знань.
- У 1877–1890 рр. — став директором Відділу I Польської Академії знань.
- У 1873–1888 рр. — був головою бібліографічної Комісії даної Академії знань.
- З 1889 р. — почесний член Товариства друзів наук у Познані. Повністю обробив бібліографію польських гравюр, опублікованих у Польщі й за кордоном (охоплюючу період 1470–1889 рр.). Видав польську бібліографію в 22 томах (у 1872-1908 рр.). Яку продовжив його син Станіслав і його онук Кароль Естрейхер молодший (до 34 тому в 1951 р.). Підготував бібліографію літератури й періодичних видань Галичини (Україна) за 1849–1859 рр. — «Ілюстрований щотижневик» (пол. Tygodnik Ilustrowany), за 1841–1890 рр. — «Варшавська бібліотека» (пол. Biblioteka Warszawska). Першим увів у бібліографію поняття «пароль» — як вираження планувальника опису за абеткою, опису обліку адреси видавництва, бібліографічного формату, обсягу справи, актуального власника й тематичного посилання (предметний покажчик, картотека). Упорядкував збори сховища Яґеллонської бібліотеки, триразово збільшив колекцію книг, реконструював будинок бібліотеки, упорядкував збори по науковим групам (22 групи в колекції польської й 34 на іноземних мовах). Збагатив відділ стародруків, розвинув нові розділи — журнали, графіка, музика й листівки. Увів нову форму інвентаризації в бібліографії.
Досліджував творчість Александера Фредро, розробив перелік праць і перекладів Юзефа Ігнація Крашевского. Обробив біографії польських поетів, бібліографів і бібліотекарів (наприклад, Адама Міцкевича, Томаса Каєтана Угорського (пол. Tomasz Kajetan Węgierski), свого тестя й книгопродавця Амброзія Грабовського (пол. Ambroży Grabowski). Займався дослідженням історії польського театру.
- З 1878 р. — входив до складу суду театральних змагань. Співробітничав з 1847 р. з журналом «Час» (пол. Czas) і «Літературним журналом» (пол. Dziennik Literacki) у м. Львові з 1853 г.. Георг Шнайдер назвав його «найвидатнішим бібліографом у світі».
Серед академічних і соціальних контактів до нього був близький з наукового співтовариства Кракова Юзеф Кремер (пол. Józef Kremer), а також чеські й німецькі вчені. Його інтерес до бібліографії формувався підо впливом Августа Бельовського і Кароля Шайнохі, що поклало початок праці над доповненням польської бібліографії (пол. Bibliografia polska) за 1800–1882 рр., складеної Михайлом Вишневським (пол. Michał Wiszniewski), Феліксом Бентковським (пол. Feliks Bentkowski) і Адамом Бенедиктом Йохером (пол. Adam Benedykt Jocher).
- У 1881 р. — він був посвячений у лицарі II-го ступеня (титул нім. Ritter) іменований із предикатом «фон Розберський», який походить від дошлюбного прізвища його матері, був нагороджений Орденом Залізної корони III-го ступеня Австрійської імперії, медаллю.
- У 1889 р. — одержав медаль за роботу в польській бібліографія про XVI, XVII, XVIII й XIX століть.
- У 1905 р. — йому надана гідність надвірного радника Російської імперії. У політиці він був схильний до компромісів Александра Вельопольського (пол. Aleksander Ignacy Wielopolski), був супротивником Польського повстання 1863—1864 рр..

### Особисте життя
- Його син Станіслав Естрейхер (*26.11.1869 Краків — †28.12.1939 концтабір Заксенгаузен) — історик права, публіцист, бібліограф, професор Яґеллонського університету (у 1902 р.), потім його декан і ректор. Допомагав батькові протягом 20 років у складанні «Польської бібліографії», на основі його й власних матеріалів склав 11 томів продовження 3-ї частини (т. 23-33, майже до кінця алфавіту); останній том був підписаний до друку 25.8.1939 р..
- Його онук, син Станіслава Естрейхера — Кароль Естрейхер молодший (*4.3.1906 Краків) — професор історії мистецтв, директор музею Яґеллонського університету, бібліограф. Продовжив 3-ю частину «Польської бібліографії», склавши т. 34 (вип. 1, 1951 р.); підготував і 2-е видання 1-ї частини, яке виходило в Кракові з 1959 р.[5].

### Наукова діяльність
Він опублікував більш як 700 робіт. Крім наукових праць, він залишив багато віршів і перекладів, близько 30 комедій і драм (на французькій, німецькій, італійській й іспанській мовах). Один із упорядників «Великої загальної ілюстрованої енциклопедії».

### Польською мовою
- O widowiskach w Krakowie z roku 1852 (1853)
- Adam Mickiewicz. Rys biograficzny, г. Відень, 1863 r.
- Katalog księgarski druków polskich lub ściągających się do rzeczy polskich a pisanych w obcych językach (1863)
- Księgarstwo (1864, w tomie XIV Encyklopedii Powszechnej Samuela Orgelbranda)
- O bibliografii (1865)
- Gwara złoczyńców (1867)
- Günther Zainer i Świętopełk Fiol. Rozprawa napisana w celu uzyskania stopnia doktora filozofii przez Karola Estreichera (1867)
- Repertoar sceny polskiej od roku 1750 do 1871 (заголовки 3800 п'єс, 1871 р.)
- Spis abecadłowy do dzieła A. Jochera (1873)
- Teatra w Polsce (1873—1879, 3 tomy)
- Systematyczny spis przedmiotów w Bibliotece warszawskiej (1875)
- Zestawienie przedmiotów i autorów w 32 tomach «Tygodnika Ilustrowanego», z lat 1859—1875 (1877)
- Tomasz Kajetan Węgierski (1755—1787) (2-е вид., Лейпциг, 1883 r.)
- Teatr w Stanisławowie (1892)
- Drużyny teatralne1899
- Teatr krakowski (1898)
- Szwargot więzienny (1903)
- Szopka krakowska (1904)
- Вінцент Поль, вид. м. Львів, 1882 р.
- про польські періодичні видання (1400 польських видань, 1879 р.), опис Яґеллонської бібліотеки (1882) й т.ін..